# Абри де ла Мадлен
44° 58′ 1.22″ N 1° 2′ 11.21″ E / 44.9670056° С; 1.0364472° И
Абри де ла Мадлен (фр. Abri de la Madeleine) је археолошки локалитет у у Дордоњи у Француској по којој је праисторијска култура Магдаленијен добила назив. У питању је склониште под стеном које се користило од палеолита до неолита. Пећина је истражена од 1863. до 1865. године. Пећина је додата у Списак места Светске баштине у Европи (УНЕСКО).

## Галерија
- Улаз у Пећину
- Дете из Мадлена
- Скулптура хијене (кост)
- Церемонијални штапови од кости (Музеј Тулуза)
- Бизон који лиже рану(20.000-12.000. п. н. е.)